# 簾殼心蛤屬
簾殼心蛤屬是心蛤目算盤蛤科之下的一個海洋腹足綱軟體動物的屬。本屬也是簾鳥蛤亞科的模式屬。與之密切相關的Purpurocardia屬長久以來都被認為是本屬的一個亞屬，但現時一般都認為兩者均為獨立的屬。

## 棲息地
本屬物種棲息於溫暖的淺水沙質土壤居住。

## 物種
根據WoRMS，本屬現時只餘下這三個化石物種：
- Venericardia elisabethae Pacaud & Merle, 2016 †
- Venericardia ferruginea Clessin, 1888 †
- Venericardia imbricata (Gmelin, 1791) †